# De Eenhoorn (Lillo)
De Eenhoorn is een windmolen in de tot de gemeente Antwerpen en het Antwerpse district Berendrecht-Zandvliet-Lillo behorende plaats Lillo, gelegen aan de Scheldelaan.
Deze ronde stenen molen van het type stellingmolen fungeerde als korenmolen.

## Geschiedenis
Deze molen werd in 1735 opgericht te Lillo-Kruisweg. Hij dankt zijn naam aan het uithangbord van de drogisterij, die tot 1830 van dezelfde eigenaar was als de molen. De molen werd in 1831 geteisterd door overstromingen, maar kwam daar onbeschadigd van af. In 1832 werd hij geplunderd door het Hollandse leger.
In 1943 werd de molen beschermd als monument, maar in 1944 werd hij beschadigd door het Britse leger en daarna door Duitse projectielen. In 1957 werd de molen hersteld.
In 1966 werd de molen aangekocht door de stad Antwerpen. Hij moest wijken voor de aanleg van de Kanaaldokken. De molen werd daartoe afgebroken en herbouwd op een nieuwe locatie, nabij het chemisch bedrijf Degussa, waar hij in 1967 al weer draaide. Daarna is hij een poos buiten werking geweest, maar in 2008 kon hij weer maalvaardig draaien.
Bijzonder aan de molen is dat de gaanderij met palen op de grond is bevestigd.